# Reguiba (distrito)
Reguiba é um distrito localizado na província de El Oued, Argélia, e cuja capital é a cidade de mesmo nome, Reguiba. A população total do distrito era de 45 539 habitantes, em 2008.

## Comunas
O distrito é composto por duas comunas:
- Reguiba
- Hamraia